# Vladimír Országh
Vladimír Országh, född 24 maj 1977 i Banska Bystrica, är en slovakisk ishockeytränare och före detta professionell ishockeyspelare som är huvudtränare för HC Banska Bystrica i slovakiska Extraliga.
Säsongen 2005-2006 spelade han endast 19 matcher för Luleå HF, men han gjorde 13 poäng (8 mål + 5 assist) och bildade en kedja tillsammans med Mikael Renberg och Jonas Nordquist, som blev känd under namnet ”Legion of Luleå”.